# 大叶楠
（學名：Machilus japonica var. kusanoi）为樟科润楠属下的一个變種，分布於全台低海拔山區（1000公尺以下）。

## 扩展阅读
- 維基物種上的相關：大叶楠